# Petaladenium urceoliferum
Petaladenium urceoliferum är en ärtväxtart som beskrevs av Adolpho Ducke. Petaladenium urceoliferum ingår i släktet Petaladenium och familjen ärtväxter. Inga underarter finns listade i Catalogue of Life.